# Honorio Arteaga
Honorio Arteaga ist ein ehemaliger mexikanischer Fußballspieler auf der Position des Stürmers.

## Biografie
Aus den wenig nachvollziehbaren Daten seines Lebens ist lediglich bekannt, dass Arteaga zu Beginn seiner aktiven Laufbahn beim Club Leonés unter Vertrag stand, dessen Fußballmannschaft für zwei Spielzeiten (1931/32 und 1932/33) in der mexikanischen Hauptstadtliga mitwirkte. In der Saison 1932/33 war die Hauptstadtliga in zwei Divisionen unterteilt und die Leonés spielten in der zweiten Staffel. Diese entsprach dem sportlichen Rang einer zweiten Liga. In dieser Staffel war Honorio Arteaga, gleichauf mit Nicolás Tapia vom Ligakonkurrenten México, mit acht Treffern (in acht Spielen) erfolgreichster Torschütze und hatte damit maßgeblichen Anteil am Staffelsieg der Leonés.
Für welche(s) Team(s) Arteaga in den folgenden Jahren die Fußballschuhe schnürte, ist unbekannt. Es kann lediglich nachvollzogen werden, dass er zwischen 1940/41 und 1946/47 bei der UD Moctezuma unter Vertrag stand und anschließend bei deren Stadtrivalen A.D.O. Mit Moctezuma gewann Arteaga zweimal (1943 und 1947) den mexikanischen Pokalwettbewerb und 1947 außerdem den Supercup durch einen 3:0-Sieg gegen den Meister Atlante.
Arteaga war einer von nur vier Spielern, die sowohl 1943 als auch 1947 bei den größten Erfolgen der Vereinsgeschichte (den Pokalsiegen und den anschließenden Supercup-Finals) dabei waren. Die anderen drei waren Torwart Evaristo Murillo, Mittelfeldspieler Dolores Araujo und Sturmkollege Alfonso Arnáez.

## Erfolge
- Torschützenkönig der Hauptstadtliga (B-Staffel): 1932/33
- Pokalsieger: 1943 und 1947
- Supercup: 1947